# Nathalia Ramos
Nathalia Norah Ramos Cohen (Madrid, 3 luglio 1992) è un'attrice spagnola naturalizzata statunitense.

## Biografia
Nasce il 3 luglio 1992 da madre australiana e da padre spagnolo, Juan Carlos Ramos Vaquero, un cantante conosciuto con lo pseudonimo di Iván. Ha un fratello minore, Michael. Si è trasferita a Melbourne a due anni e a quattro anni si è trasferita a Miami. È di religione ebraica, come sua madre.
Il 2 giugno 2016 ottiene la cittadinanza statunitense. Nel 2018 si laurea alla University of Southern California in scienza politica.

### Carriera
È apparsa nella serie televisiva Nickelodeon True Jackson, VP. Ha un ruolo nel film 31 North 62 East, un film thriller psicologico diretto dal regista inglese Tristan Loraine. Nel 2007, Ramos è apparsa nel film teatrale Bratz di Sean McNamara, interpretando il ruolo principale di Yasmin. È apparsa in un episodio della serie Nickelodeon True Jackson, VP, interpretando un'imprevedibile top model adolescente. Nel 2011 ha recitato nella serie televisiva Anubis come il personaggio principale, Nina Martin. Nel 2012, Ramos recita nel film horror del 2013 The Damned. Nel 2016, ha diretto il thriller psicologico basato sulla fede Wildflower, interpretando Chloe, una studentessa universitaria dal passato traumatico.

## Filmografia

### Cinema
- Bratz (Bratz: The Movie), regia di Sean McNamara (2007)
- 31 North 62 East, regia di Tristan Loraine (2009)
- Gallows Hill, regia di Víctor García (2013)
- Resident Advisor, regia di Colin Sander (2013)
- The Son Of Zoolander, cortometraggio (2015)
- Seoul Searching, regia di Benson Lee (2015)
- Wildflower, regia di Nicholas DiBella (2015)
- Shadows from the Sky (2015)

### Televisione
- Arrested Development - Ti presento i miei (Arrested Development) – serie TV, 2 episodi (2005)
- True Jackson, VP – serie TV, 1 episodio (2008)
- Family BrainSurge – programma TV, 1 episodio (2011)
- Anubis (House of Anubis) – serie TV (2011-2012)
- Switched at Birth - Al posto tuo (Switched at Birth) – serie TV, 2 episodi (2014)
- The Richy Show (2016)

## Discografia

### Collaborazioni
- 2014 – Canción de Navidad (Nathalia Ramos feat. Iván)

### Colonne sonore
- 2007 – Bratz: Motion Picture Soundtrack

## Riconoscimenti
- 2008 – Razzie Awards
  - Candidatura – Peggior attrice per Bratz
- 2013 – XIII Entrega Cineasta
  - Candidatura – Miglior attrice per Gallows Hill

## Doppiatrici italiane
Nelle versioni in italiano dei suoi film, Nathalia Ramos è stata doppiata da:
- Federica De Bortoli in Bratz
- Gea Riva in Anubis[13]